# Pogórze (województwo pomorskie)
Pogórze (kaszub. Pògòrzé, niem. Pogorsch) – wieś kaszubska w Polsce, położona w województwie pomorskim, w powiecie puckim, w gminie Kosakowo.
Wieś duchowna położona była w II połowie XVI wieku w powiecie puckim województwa pomorskiego. W latach 1975–1998 miejscowość położona była w województwie gdańskim.
Część historycznego Pogórza stanowi dziś dzielnicę Gdyni Pogórze.

## Historia
Pierwsza wzmianka o wsi Pogórze pochodzi z 1245 roku, kiedy to za sprawą namiestnika gdańskopomorskiego Mściwoja I i jego żony Zwinisławy, powstającemu klasztorowi norbertanek w Żukowie nadano Kępę Oksywską. Z 1253 roku pochodzi interesujący dokument biskupa włocławskiego Wolimira, określający, iż w skład parafii oksywskiej wchodzi osiemnaście wsi, w tym Pogórze. Parafię w Oksywiu, obok Rumi, Pucka, Strzelna i Żarnowca, uznaje się za najstarszą w tej części Pomorza Gdańskiego. W latach dziewięćdziesiątych XIII wieku doczekała się odnotowania droga łącząca Pogórze z Rumią, będąca częścią ważnego szlaku handlowego Gdańsk – Puck.
W końcu 1892 r. wieś liczyła 321 mieszkańców, 311 Kaszubów katolików i 10 Niemców ewangelików.
W czasie II wojny światowej Niemcy zmienili nazwę wsi na Gotenberg, czyli Góra Gotów.